# St. Jakobus (Großauheim)

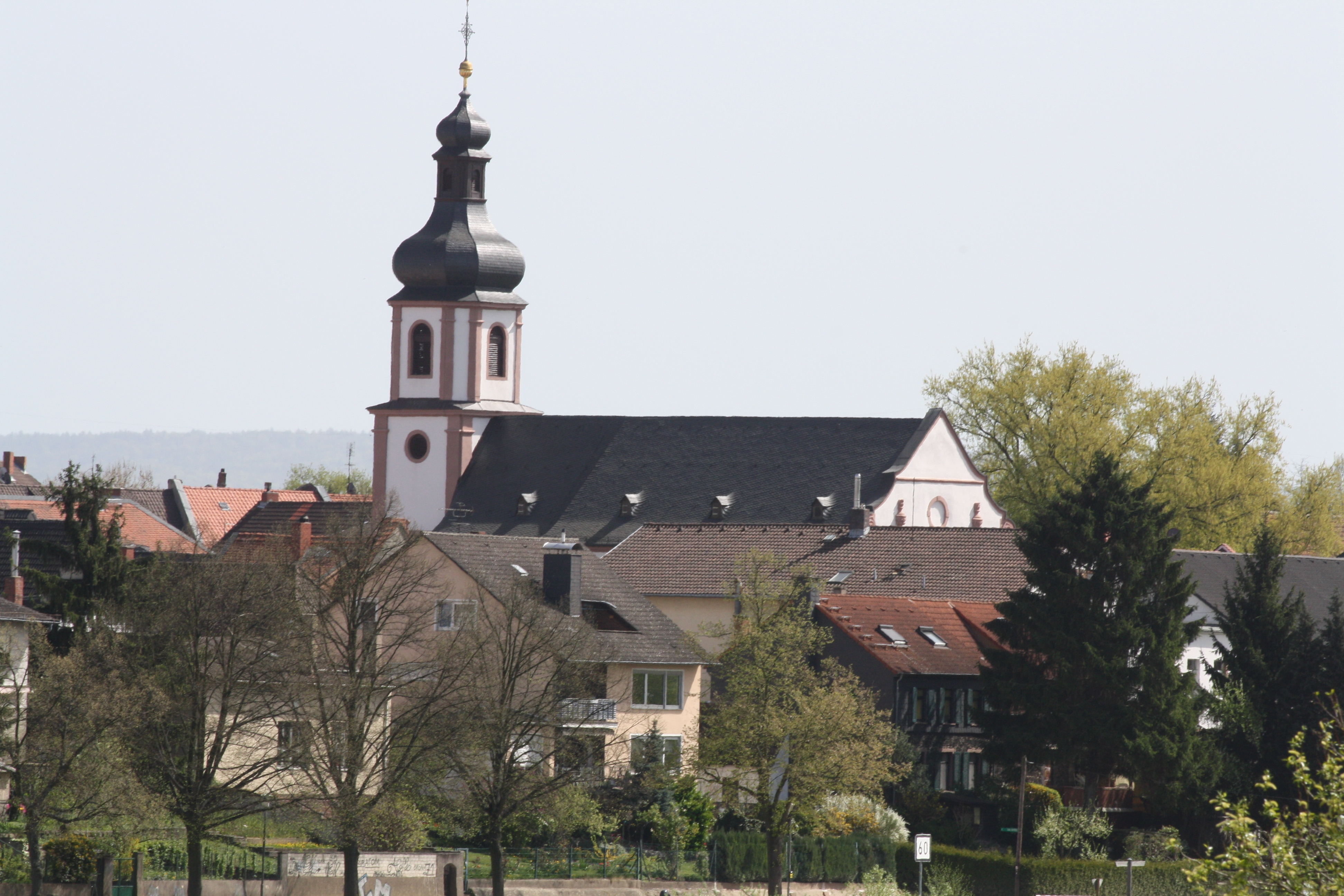
Die Jakobuskirche

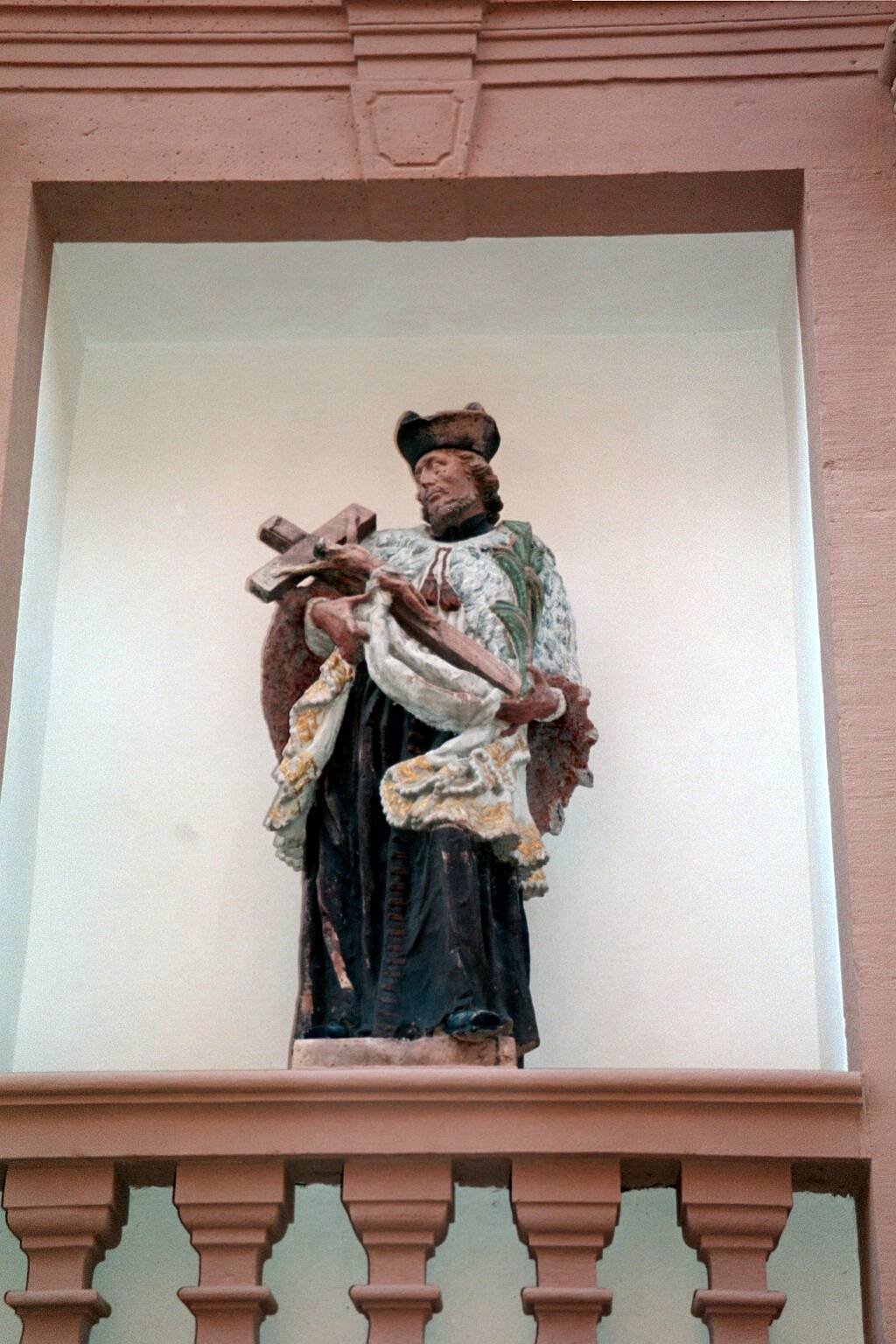
Statue des St. Nepomuk an der Jakobuskirche

St. Jakobus ist die älteste erhaltene Kirche des heutigen Hanauer Stadtteils Großauheim. Heute ist das römisch-katholische Kirchengebäude eine Filialkirche der Pfarrei St. Klara und Franziskus (Hanau) im Bistum Fulda.

## Lage
Die Kirche liegt inmitten der Altstadt von Großauheim. Der Vorgängerbau war ursprünglich zur Pfarrgasse ausgerichtet, woran noch der Straßenname erinnert, durch den Kirchenneubau ist die Kirche aber baulich wie postalisch der Durchgangsstraße durch die Großauheimer Altstadt, der Langgasse (heute Alte Langgasse) zuzuordnen, von wo die erhöht liegende Kirche über eine Treppe zu erreichen ist.
Die Kirche ist vom ehemaligen Kirchhof umgeben, der 1813 zugunsten des außerhalb der Gemeinde liegenden Friedhofs (heutiger Alter Friedhof) aufgegeben wurde; einige wenige Gräber sind noch erhalten.

## Geschichte
Der Vorläufer der heutigen Kirche, die Jakobuskapelle, wird für das Jahr 1331 urkundlich erwähnt. Aus den erhaltenen Urkunden ist nicht klar, ob es sich bei der Kapelle um eine Pfarrkirche oder lediglich um eine Filialkirche gehandelt hatte: ein Pfarrer wird zweimal für die Jahre 1439 und 1475 belegt, während zwei Urkunden aus den Jahren 1482–83 lediglich von einer Filialkirche sprechen. Am 20. September 1500 wurde der Kapelle ein Ablass von 100 Tagen gewährt, den der Erzbischof von Mainz am 10. Juni 1503 bestätigte. 1513 soll es erneut einen Pfarrer in Großauheim gegeben haben.
Die Kapelle und der sie umgebende Kirchhof lagen umgeben von einer Wehrmauer und waren deshalb wiederholt Ziel von Angriffen. Im Dreißigjährigen Krieg wurde die Kapelle bis auf den Turm zerstört. Bis zum Jahr 1631 wurde die Kapelle wieder aufgebaut. Über das genaue Aussehen der Kapelle ist heute wenig bekannt, weil die zeitgenössischen Darstellungen der Kapelle sehr ungenau sind und sich in Details widersprechen. Die ergiebigste Quelle bilden Kirchenrechnungen, die belegen, dass eine Sakristei der Kapelle angebaut war und dass die Kapelle über eine Empore verfügte. Neben der Kapelle existierte ein Beinhaus, das mit dem Bau der heutigen Kirche abgetragen wurde.
Die Kapelle befand sich baulich in einem schlechten Zustand, sodass der Neubau einer Kirche geplant wurde. Die Arbeiten sollten bereits 1754 beginnen, konnte aber aufgrund des Siebenjährigen Krieges nicht verwirklicht werden. Schließlich begannen im Jahr 1766 die Bauarbeiten mit dem Abtragen der alten Kapelle, dessen Steine für die Ausbesserung von Straßen in der Umgebung verwendet wurden. Die heutige Kirche konnte noch im selben Jahr eingeweiht werden. Im Jahr 1792 musste die Turmspitze nach einem Sturm neu aufgerichtet werden, im Jahr 1800 wurde das rückseitige Kirchenfenster zum Schutz der Orgel zunächst provisorisch und später dauerhaft zugemauert. In den Jahren 1889 und 1920 erfolgten grundhafte Erneuerungen der Kirche. Zum Ende des Zweiten Weltkriegs erlitt die Kirche im März 1945 bei Kampfhandlungen erhebliche Schäden, die erst im Jahr 1950 ausgebessert werden konnten.
Mit dem Bau von St. Paul im Jahr 1907 verlor St. Jakobus den Status als Pfarrkirche. Die Kirche wird aber weiterhin regelmäßig von der Pfarrei St. Jakobus in Großauheim für Gottesdienste genutzt.
St. Jakobus ist heute ein Kulturdenkmal nach dem Hessischen Denkmalschutzgesetz.

## Innenausstattung
Der Hochaltar in der Kirche war eine Schenkung des Bartholomäusstift Frankfurt am Main aus dem Jahr 1768; aus welcher Kirche er ursprünglich stammte, kann heute nicht mehr nachvollzogen werden.
Die Jakobuskirche hat zwei Kirchenheilige: zum einen der hl. Jakobus, der auch das Patrozinium über die Kirche führt, zum anderen der hl. Valentin. Beiden ist jeweils ein eigener Altar gewidmet.
Die heutige Orgel stammt vom Orgelbauer Adam Joseph Oestreich aus Oberbimbach und wurde 1836 in der Kirche aufgebaut. Seitdem wurde sie mehrfach restauriert, zuletzt 1955 vom Orgelbauunternehmen Gebr. Späth Orgelbau.